# Lilium stewartianum
Lilium stewartianum ist eine Pflanzen-Art aus der Gattung der Lilien (Lilium) in der asiatischen Sektion innerhalb der Familie der Liliengewächse (Liliaceae). 

## Beschreibung
Lilium stewartianum ist mehrjährig und wird 20 bis 50 Zentimeter hoch. Die eiförmige Zwiebel erreicht einen Durchmesser von rund 2 Zentimetern und setzt sich aus weißen, eiförmig-lanzettlichen Schuppen zusammen. Die linealischen Laubblätter stehen verteilt entlang des grünen, gelegentlich dunkelrot gefleckten Stängels, sind 2,5 bis 7 Zentimeter lang und 3 bis 4 Millimeter breit, einnervig und am Rand schwach papillös.
Die Pflanze blüht im Juli bis August mit einer endständigen, nickenden und duftenden Einzelblüte. Diese ist gestielt und der Stiel etwa 2 Zentimeter lang. Die sechs umgekehrt-lanzettlichen bis länglich-runden Blütenhüllblätter (Tepalen) sind grünlich-gelb, tief dunkelrot gefleckt, 4,5 bis 5 Zentimeter lang und 7 bis 9 Millimeter breit. Die Staubblätter sind bis zu 3 Zentimeter lang. Der Fruchtknoten ist oberständig und violett, der Griffel ist zwischen 2 und 2,2 Zentimetern lang und hat einen Durchmesser von etwa 3 Millimetern.
Nach der Blüte bildet sich eine braune, länglich-runde bis elliptische Kapselfrucht die im Oktober reif ist, sie ist 2 bis 2,5 Zentimeter lang und 1,5 bis 2 Zentimeter dick.

## Verbreitung
Lilium stewartianum ist endemisch im Nordwesten der chinesischen Provinz Yunnan von den Bergen in der Umgebung von Lijiang bis zum Zhongdian-Plateau. Dort wächst sie in Höhenlagen zwischen 3600 und 4300 m an Waldrändern und in offenem Grasland an felsigen Standorten auf Kalkböden.
Die inzwischen zu Lilium stewartianum gestellte Lilium xanthellum ist im Westen der Provinz Sichuan heimisch, findet sich aber auch sehr selten in den Provinzen Hubei, Shaanxi und Yunnan der Volksrepublik China. Sie wächst an felsigen Hängen und Tälern in Mischwäldern an offenen, frischen, halbschattigen Standorten in Höhenlagen zwischen 3200 und 4000 m ü. NN.
Die ebenfalls inzwischen zu Lilium stewartianum gestellte Lilium habaense ist endemisch im Nordwesten der Provinz Yunnan in der Volksrepublik China. Dort findet sie sich auf offenen, steinigen Gebirgshängen.

## Taxonomie
Lilium stewartianum wurde 1922 von Isaac Bayley Balfour und William Wright Smith in Trans. & Proc. Bot. Soc. Edinburgh Band 28 Seite 127 erstbeschrieben. Lilium stewartianum gilt inzwischen als ausgestorben. Die Art wurde nach John Stuart, 3. Earl of Bute benannt. Synonyme von Lilium stewartianum Balf.f. & W.W.Sm. sind Lilium habaense F.T.Wang & Tang und Lilium xanthellum F.T.Wang & Tang.